# Julia Grünwald
Julia Grünwald, née Dygruber le 25 octobre 1991, est une skieuse alpine autrichienne. Elle est spécialiste du slalom.

## Carrière
Elle commence sa carrière dans les compétitions de la FIS lors de l'hiver 2007-2008. En 2011, elle entre dans la Coupe d'Europe pour se retrouver rapidement sur le podium au slalom géant de La Molina. Elle apparaît pour la première fois dans une course en Coupe du monde en décembre 2011 à Lienz. Cependant, elle ne fait son retour qu'en fin d'année 2014, marquant aussi des points à Kühtai avec une 14e place. Elle obtient son meilleur résultat en janvier 2016, lorsqu'elle est dixième du slalom de Flachau. En 2017, elle est championne d'Autriche de slalom.
Elle se retire du ski alpin après la saison 2017-2018, à cause de problèmes de genou.

## Palmarès

### Coupe du monde
- Meilleur classement général : 71e en 2016.
- Meilleur résultat : 10e.

#### Classements
| Saison | Général | Slalom | Slalom géant | Super G | Descente | Combiné |
| ------ | ------- | ------ | ------------ | ------- | -------- | ------- |
| 2015   | 95e     | 40e    | —            | —       | —        | —       |
| 2016   | 71e     | 25e    | —            | —       | —        | —       |
| 2017   | 81e     | 28e    | —            | —       | —        | —       |
| 2018   | 98e     | 40e    | —            | —       | —        | —       |

### Coupe d'Europe
- 7 podiums dont 1 victoire en slalom.

### Championnats d'Autriche
- Championne du slalom en 2017.